# Shukasuka
Shukasuka, ook wel SukaSuka, is een Japanse novelle reeks van Akira Kareno. 

De volledige Japanse titel luidt: Shūmatsu Nani Shitemasu ka? Isogashii Desu ka? Sukutte Moratte Ii Desu ka? (終末なにしてますか? 忙しいですか? 救ってもらっていいですか?) De Nederlandse naam is een samenvoeging van het eerste en laatste karakter van de eerste en derde zin van de originele titel. 
Het eerste deel in deze reeks verscheen in 2014 en is inmiddels in verschillende talen vertaald. Per 2017 bestaat de serie uit zes boeken. Vijf daarvan zijn onderdeel van het algemene plot, het zesde boek is een bundel van korte verhalen.
In april 2016 werd de serie met het verschijnen van het vijfde deel afgesloten. In deze zelfde maand verscheen het eerste deel van ShukaMoka (Shūmatsu Nani Shitemasu ka? Mō Ichido dake, Aemasu ka?), de opvolger van Shukasuka.